# サミュエル・ゴールドウィン・スタジオ
サミュエル・ゴールドウィン・スタジオ（Samuel Goldwyn Studio, 1919年 設立 - 1999年 売却）は、かつて存在したアメリカ合衆国の映画スタジオである。

## 略歴・概要

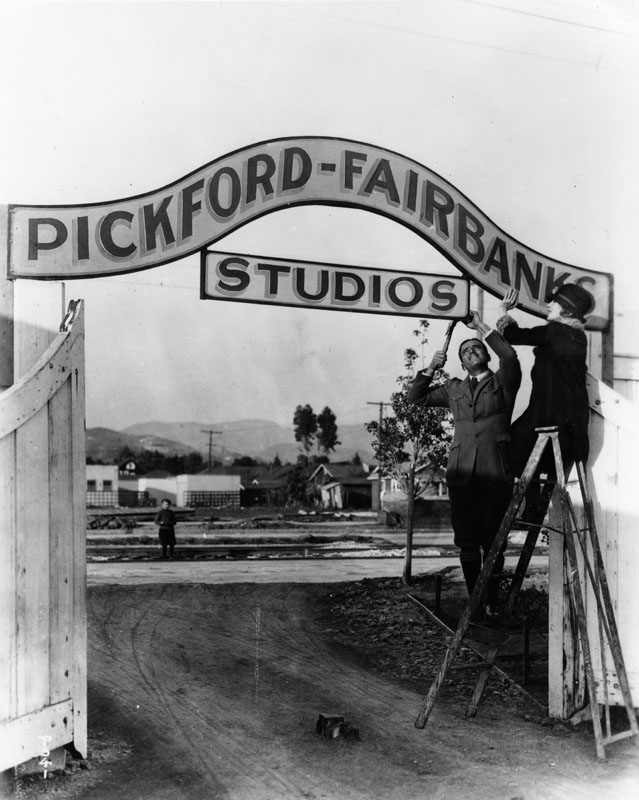
門の前に立つメアリー・ピックフォードとダグラス・フェアバンクス

サミュエル・ゴールドウィンは、ゴールドウィン・ピクチャーズが1920年代に事務棟とステージを賃借していた「ピックフォード＝フェアバンクス・スタジオ」から、名を譲り受けたいと考えていた。ユナイテッド・アーティスツと契約していた独立系プロデューサーたちは、ハリウッドのフォーモサ・アヴェニューとサンタ・モニカ・ブールヴァードの交差点にあった「ユナイテッド・アーティスツ・スタジオ」としても知られたその撮影所を使用していたからである。当時、ゴールドウィンは、土地の使用権をもっていなかったが、ゴールドウィンと、ユナイテッド・アーティスツの社長であったジョセフ・M・シェンクはその撮影所の敷地内の設備の多くを建てた。現在、「ザ・ロット」というニックネームは、同撮影所の正式名称である。
1939年（昭和14年）、メアリー・ピックフォードに自らの分の使用権を遺してダグラス・フェアバンクスが死去したあとで、ゴールドウィンは、同撮影所を「サミュエル・ゴールドウィン・スタジオ」と改称した。ピックフォードとゴールドウィンは、撮影所の名称と財産所有権をめぐって争い、1955年（昭和30年）に裁判所が競売に付すべしと命令するまで争いは続いた。
ゴールドウィンがもっとも信頼していたビジネス上の親友であり、サミュエル・ゴールドウィン・インクの社長であったジェイムズ・マルヴェイが、競売においてピックフォードより高値をつけて資産を競り落とした。同撮影所は正式に「サミュエル・ゴールドウィン・スタジオ」となり、1980年（昭和55年）にワーナー・ブラザースが同地を買収するまで、その名は残った。
1999年（平成11年）、ワーナー・ブラザースは同撮影所を売却し、同撮影所は「ザ・ロット」と名称を変更した。

## 関連事項
- ジョセフ・M・シェンク